# حامد زمانی
حامد زمانی (زادهٔ فروردین ۱۳۶۷ در میمه، اصفهان) خواننده، آهنگساز، ترانه‌سرا و تهیه‌کننده موسیقی اهل ایران است.

## جوایز
حامد زمانی در اولین جشنوارهٔ موسیقی ضد آمریکایی طبس که در سفارت سابق ایالات متحده آمریکا در تهران برگزار شد با ترانهٔ «تحریم» نفر برگزیدهٔ بخش ترانه شد.

## انتقاد از بایکوت و پخش گزینشی آثار در رسانه
پس از انتشار قطعه «۷ تیر» در گفتگو با سایت «موسیقی ما» حامد زمانی عنوان کرد:
پازل گفتمانیِ من یعنی شورش علیه سه گانهٔ طاغوت‌های سیاسی، اقتصادی و فرهنگی که شاید بعد از آهنگ «۷ تیر» من، ملموس‌تر شده باشد. وی دربارهٔ برخی رفتارهای رسانه‌ها دربارهٔ پخش گزینشی آثارش گفت: نشان دادن نیمی از عقیده خودخواهی است. نشان دادن نیمی از من خودخواهی ست. من حرف‌هایم با همهٔ آثارم تعریف می‌شود، نه بعضی از آنها… نشان دادن نیمی از عقیده یعنی انگار به آن عقیده اعتقاد و اعتماد نداریم. عقیده‌ای که یک طرف آن نبرد با «عمروبن عبدود» است و یک طرف دیگرش نبرد با «عقیلِ» برادر.»
ما وقتی می‌توانیم اعتماد مردم را جلب کنیم و روی آنها تأثیرگذار باشیم که منتقد و معترض هرگونه ظلم وفساد باشیم؛ با همهٔ ابعاد و وجوهش. چه ظلم و استکبار خارجی که نمادش آمریکا و اسرائیل است و چه استکبار داخلی که نمونه‌اش فساد و تبعیض برخی مسئولین است. رسانه باید آیینهٔ تمام و کمال واقعیات وحقایق باشد؛ نه قسمتی از آن.

## حواشی

### لغو کنسرت
- در ۱ خرداد ۱۳۹۳، قرار بود حامد زمانی در افتتاحیه هفته فرهنگ رضوی استان کرمان اجرای کنسرت داشته باشد که به علت وقوع تصادف به این همایش نرسید. بعداً اعلام شد زمانی در سلامتی و بهبود کامل از لحاظ جسمی به سر می‌برد.[۹]
- در ۱۲ مرداد ۱۳۹۶ از اجرای کنسرت حامد زمانی در جشن میلاد امام رضا در مشهد ممانعت به عمل آمد.[۱۰][۱۱] پس از آن، سعید سرابی مدیر کل وزارت فرهنگ و ارشاد اسلامی در استان خراسان رضوی اعلام کرد لغو اجرای زنده زمانی هیچ ارتباطی به اداره فرهنگ و ارشاد اسلامی ندارد و هیچ درخواست مجوزی برای اجرای کنسرت این خواننده در ایام میلاد امام رضا ارائه نشد. همچنین سعید سرابی ادعا کرد که ظاهراً مجری برنامه اجازه اجرا را به حامد زمانی نداد.[۱۲] در این‌باره حامد زمانی نیز گفت: این اتفاق با وجود همه هماهنگی‌ها و تلاش شبانه‌روزی تیم ما برای اجرای این برنامه درخور شأن مردم مشهد و امام رضا اتفاق افتاده است. پس از این تصمیم و ابلاغ آن به ما، بدون عذرخواهی و هیچ توضیحی، راهی تهران شدیم و متأسفانه این رویه در چنین روزی بسیار ناراحت‌کننده بود. ابتدا به‌دلیل محدودیت حضور ساز روی صحنه، طبق قرار اولیه قرار بود با سه کیبورد و لپ‌تاپ روی صحنه برویم. ساعاتی پیش از اجرا از ما خواسته شد فقط با یک کیبورد روی صحنه برویم؛ اما با توجه به تمرین‌ها و تنظیم آثار، شرایط جوری بود که اجرا برای ما با یک کیبورد غیرممکن بود. حتی اعضای گروه من به احترام نام امام رضا حاضر بودند، در اتاقک‌هایی که کسی دید نداشت، ساز بزنند تا اجرا برگزار شود، ولی متأسفانه موافقت نشد و همان‌جا بود که من احساس کردم، شیطنت‌هایی برای اجرا نشدن این برنامه وجود دارد. من هیچ لغو کنسرتی را تأیید نمی‌کنم، مخصوصاً موسیقی‌هایی با فرم و محتوای فاخر. ما برای حفظ شأن و حرمت مکانی و زمانی برنامه، یک هفته تمرین کردیم تا بتوانیم با تجهیزات دیجیتال و چند کیبورد، بدون سازهای دیگر گروه‌مان اجرا داشته باشیم، ولی این رفتارها فقط نام مشهد را در کشور خراب می‌کند و بهانه به‌دست معاندان ضدانقلاب خارج از کشور می‌دهد.[۱۰]

### جایزه برای ترور شاهین نجفی
- پس از خواندن ترانه نقی توسط شاهین نجفی در سال ۱۳۹۱ حامد زمانی برای کشتن او جایزه ای ده میلیون تومانی تعیین کرد.[۱۳]

### بازداشت
در روز پنجشنبه، ۳ مرداد ۱۳۹۸، یکی از همراهان حامد زمانی در فرودگاه مهرآباد تهران بازداشت شد. نیروی انتظامی علت بازداشت فرد همراه زمانی را «حمل ادوات ممنوعه» عنوان کرد و رسانه‌ها عنوان کردند منظور از ادوات ممنوعه «وافور» بوده است. همچنین فیلمی نیز از درگیری زمانی با مأموران فرودگاه در اینترنت دست به دست شد؛ تلفن همراه زمانی نیز بابت تلاشش برای فیلم‌برداری از مأموران فرودگاه ضبط شده و خود او نیز به بازداشتگاه احضار شد. مدیر برنامه حامد زمانی علت ذکر شده برای بازداشت یعنی حمل خود وافور را تکذیب نمود اما خبر بازداشت توسط رسانه‌های رسمی مورد تأیید قرار گرفت. حسن مهری رئیس پلیس وقت فرودگاه‌های کشور دربارهٔ حمله پلیس اعلام کرد هیچ‌گونه درگیری میان پلیس و حامد زمانی رخ نداده است همچنین او عنوان کرد که وی اقدام به فیلم‌برداری غیرقانونی از اقدامات پلیس فرودگاه کرد که باعث ضبط تلفن همراه وی توسط پلیس گردید.اما حامد زمانی در مصاحبه با تی‌وی پلاس اعلام کرد که مأموران با او رفتار بدی داشته‌اند.

## آثار
- سپیدار
- یگان
- بیزار
- الکترون
- سرانجام
- ولوله
- ریل
- «کرکره»
- «تحریم»
- «قلاده‌های طلا»
- «دیروز، امروز، فردا»، تیتراژ برنامه‌ای تلویزیونی دیروز، امروز، فردا از شبکه سه.
- «زنان و بیداری اسلامی» که با نام «حماسهٔ بی‌تاب» اجرا شد.
- «ماه عسل»، تیتراژ پایانی برنامه تلویزیونی ماه عسل از شبکه سه.
- «مکر شیطان»، که به حادثهٔ ۱۱ سپتامبر پرداخته است.
- «آرمیتا»، هم‌زمان با سالگرد ترور داریوش رضایی‌نژاد به نام آرمیتا دختر رضایی‌نژاد.
- «پرواز»، با موضوع ترورشدگان فعالان و محققین هسته‌ای در ایران (با یاد مصطفی احمدی روشن).
- «ایران سربلند»، در آستانهٔ انتخابات ریاست‌جمهوری ۱۳۹۲
- جوون
- بی بی بی حرم (همراه با عبدالرضا هلالی)
- آخرین قدم
- این روزها
- بی‌نیاز
- حضرت ماه
- حضرت مهتاب
- خاک عزیز
- زیبایی عشق
- زینت آسمون
- متلاشی
- شبیه تو
- شهریاران جوان
- شناسنامه
- فرمانده
- فریاد فردا
- عشق پاک
- سمت خدا
- چشم مجنون
- دلتنگ کربلا
- قدس
- شهر باران
- امام رضا
- ماه تو
- امروز هنوز تموم نشده
- امیر مؤمنان
- هم‌بند
- سپر
- شمشیر
- دلارام
- بگذرد
- مرگ بر آمریکا
- گزینه‌های روی میز
- پایداری
- محمد
- فصل رسیدن
- رسولان راز خورشید
- راز روشن
- سال انتشار اسفند ۱۳۹۲ - ما ایستاده‌ایم - با تنظیم نیما نورمحمدی و ترانه‌سرایی میلاد عرفان‌پور
- سال انتشار فروردین ۱۳۹۳ - کرکره - که تیتراژ سریال کرکره می‌باشد
- سال انتشار فروردین ۱۳۹۳ - بهارم - با تنظیم نیما نورمحمدی و ترانه‌سرایی یاحا کاشانی و حامد زمانی
- هم‌آواز طوفان
- فردو
- شکوفه سیب
- لبیک
- صبح امید
- می‌کشیم
- الی این
- گردان
- امام رضا ۲ (همراه با عبدالرضا هلالی)
- بیسیم چی
- ماهواره
- مردان مأموریت سخت
- ماه نیزه‌ها
- نحن صامدون
- جنگ اقتصادی
- ۹ دی
- ثریا
- مرگ = آمریکا
- نَـاحِلَهَ الْـجِسْمِ یَعنی- با هم‌نوایی عبدالرضا هلالی
- و تازه اول عشق است
- نفس تازه کنیم
- مشق عشق
- شب قدر
- محمد
- ماه تو
- لشکر فرشتگان
- جهاد
- ما می‌رویم
- هفت تیر
- خادم‌الحسین
- فرمانده السلام
- متهم